# 牛一兵
牛一兵（1966年3月—），男，汉族，河北栾城人，中华人民共和国新闻工作者。全日制大学学历，法学学士学位，高级记者。曾任中共陕西省委常委、宣传部部长。现任中央网信办副主任。

## 生平
1985年4月加入中国共产党。1988年7月，从南开大学社会学系社会学专业毕业后，牛一兵进入天津日报社任体育部记者，此后历任体育部主任助理、体育部副主任、《球迷》报主编、财贸部副主任、《每日新报》负责人等职务。2000年2月起任天津日报编委会委员。次年8月任副总编辑、社委会委员。2008年5月，任天津日报社（天津日报报业集团）党委书记、社长。
2010年12月，转岗至中央媒体人民日报社任地方部主任。2015年8月起兼任人民网股份有限公司副董事长、总裁至次年1月起专任该职。2017年12月，任人民日报海外版副总编辑。2018年7月，升任人民日报社编委委员、海外版总编辑。
2018年10月，经中共中央批准任中共陕西省委常委。中共陕西省委决定其任省委宣传部部长。
2020年12月，任中央网信办副主任，不再担任陕西省委常委、宣传部部长职务。